# Lydella floricola
Lydella floricola är en tvåvingeart som beskrevs av Robineau-desvoidy 1830. Lydella floricola ingår i släktet Lydella och familjen parasitflugor.
Artens utbredningsområde är Frankrike. Inga underarter finns listade i Catalogue of Life.